# ウンダーベルク
ウンダーベルク（Underberg）とは、ドイツ発祥の混成酒（薬味酒）である。1846年にドイツのノルトライン＝ヴェストファーレン州ラインベルクでフーベルト・ウンダーベルクが生産を開始した。
アルコール度数は44％。エキス分1.5％。20ml入りの小瓶に入れられて販売されているのが特徴。

## 生産法
小瓶のラベルや外箱にある説明書きによれば、「43ヵ国から集めたハーブ類を使用している」とされている。この各地から集めたハーブやスパイス類を、酒に配合することによって製造される。
ウンダーベルクの場合は、使用する酒として中性スピリッツが選択されており、それに浸漬することで作られているのだが、全てをまとめて中性スピリッツに浸漬してしまうのではなく、素材に合わせて、冷たい中性スピリッツに浸して、任意の期間漬け込んでおく冷浸漬法と、温水に浸して、それが冷めたところで中性スピリッツを加えて任意の期間漬け込んでおく温浸漬法とを併用することで、成分を抽出している。浸漬期間は、小瓶のラベルや外箱にある説明書きによれば、「数週間」とされている。この後、冷浸漬されて作られた薬味酒と温浸漬されて作られた薬味酒とを、それぞれ濾過し、漬けていたハーブやスパイス類を取り除いてできた薬味酒を混合した後、約9ヶ月間樽熟成を行う。なお、この樽は、小瓶のラベルや外箱にある説明書きによれば、「スロベニア地方産のカシの樽」とされている。この樽熟成を終えた後、濾過を行ってから、小瓶に詰めて出荷している。